# زنبور پاپشمی
زنبورهای پاپشمی (نام علمی: Dasypoda) نام یک سرده از تیره پاپشمی‌زنبوران است.